# Aachen
 For alternative betydninger, se Aachen (flertydig). (Se også artikler, som begynder med Aachen)
Aachen (nederlandsk: Aken; fransk: Aix-la-Chapelle) er en by i delstaten Nordrhein-Westfalen i det vestlige Tyskland. Byen har 252.769(2023) indbyggere. Den ligger tæt på grænsen til både Belgien og Nederlandene og er Tysklands vestligste storby. Kommunen er en af ti kommuner i Städteregion Aachen fra 21. oktober 2009, som er en fusion af købstadskommunen Aachen med amtskommunen Kreis Aachen (1972-2009). De ti kommuner havde i alt 556.631 indbyggere per 31. december 2020. Kortet på Städteregion Aachen ses i infoboksen.
Byen var Karl den Stores residensby, og den har en domkirke fra omkring år 800. Den er kendt for sin lange historie, sin rige arkitektur- og kulturarv og for vigtige begivenheder som den årlige uddeling af den prestigefyldte Karlspris.
Domkirken og den nærliggende Liebfrauenkirche er optaget på UNESCOs liste over verdensarv i Europa.

## Navn
Romerne døbte de varme svovlkilder på stedet Aquis-Granum. Der findes flere teorier om navnet Granum, men det er nu alment accepteret, at det kommer af den keltiske gud for vand og helse.

## Historie
Efter romertiden blev byen forladt indtil 700-tallet, da den blev nævnt under navnet Aquis villa. I 768 kom Karl den Store til Aachen for første gang. Han syntes om stedet og byggede et palads der tyve år senere. Aachen blev derefter hovedstad i Frankerriget. Paladsets kapel blev senere til Domkirken i Aachen. Karl den Store tilbragte hovedparten af sine vintre her mellem år 800 og sin død i 814. Han blev også begravet her.
I 936 blev Otto 1. kronet til tysk konge i domkirken. Fra da af og 600 år frem blev de tyske konger (i alt 30 med udtagelse af fire) kronet i domkirken. Den sidste kroning var Ferdinand 1.'s i 1531.
I middelalderen var Aachen en af de største byer i det Tysk-romerske rige. I 1306 blev den en fri rigsstad under det Tysk-romerske rige. Efter Trediveårskrigen havde byen dog bare regional betydning. Under Napoleonskrigene blev den i 1801 indlemmet i Frankrig, og ved Wienerkongressen i 1814-15 blev den en del af Kongeriget Preussen.
I 1880 havde byen 80.000 indbyggere og var et jernbaneknudepunkt.
I elleve år efter Første Verdenskrig var Aachen besat af Belgien. Blandt andet aftjente forfatteren Georges Simenon sin værnepligt i byen. Aachen blev hårdt skadet under Anden Verdenskrig. Den 21. oktober 1944 blev Aachen den første tyske by, der blev indtaget af allierede tropper.

## Kultur og sport

### Sport
Fra byen kommer fodboldklubben Alemannia Aachen.

## Uddannelse
I Aachen ligger RWTH Aachen, en af de største og mest traditionsrige tekniske højskoler i Europa, som siden 2007 bliver regnet blandt de tyske eliteuniversiteter.